# Astragalus crypticus
Astragalus crypticus es una especie de planta del género Astragalus, de la familia de las leguminosas, orden Fabales.

## Distribución
Astragalus crypticus se distribuye por Argentina (Jujuy, San Juan y Tucumán).

## Taxonomía
Fue descrita científicamente por I. M. Johnston. Fue publicada en J. Arnold Arbor. 28: 365 (1947).